# Tatort: Das Phantom
Das Phantom ist ein Fernsehfilm aus der Kriminalreihe Tatort. Der vom Westdeutschen Rundfunk unter der Regie von Kaspar Heidelbach produzierte Film wurde am 9. Juni 2003 im Ersten Programm der ARD ausgestrahlt. Es ist der 25. Fall des Kölner Ermittler-Teams Ballauf und Schenk und die 535. Tatortfolge.

## Handlung
Bei einem Tankstellenüberfall wird ein Kunde angeschossen. Der Täter ist zwar flüchtig, doch existieren Aufnahmen der Überwachungskamera. Freddy Schenk erkennt darauf Ronald „Ronny“ Lochte, der allerdings gerade eine Haftstrafe wegen eines Bankraubs absitzt. Somit kann es nur einen Doppelgänger geben, was das Urteil gegen ihn in Frage stellt. Lochte besteht aber darauf, den Banküberfall begangen zu haben, denn im Falle eines Geständnisses könnte ihm die restliche Strafe erlassen werden.
Lochtes Bewährungsantrag wird jedoch nicht genehmigt und so nutzt er eine Gelegenheit zur Flucht, wobei er einen Vollzugsbeamten tötet. Schenk will nicht nur Lochte, sondern auch den wahren Täter finden und gleichzeitig sein Gewissen entlasten. Schließlich hatte er dafür gesorgt, dass Lochte ins Gefängnis musste.
Max Ballauf überwacht Lochtes Freundin Verena Radek, während Freddy Schenk versucht, der Spur des Ausbrechers zu folgen. Er sucht in einem Boot, das dessen ehemalige Lebensgefährtin ihm genannt hat, trifft Lochte jedoch nicht an. Diesem gelingt es, währenddessen Schenks Wagen kurzzuschließen und in eine Jagdhütte zu flüchten, wo ihn am nächsten Tag ein Förster entdeckt. Als dieser die Polizei anrufen will, greift Lochte nach dessen Gewehr, der Förster schießt auf ihn, Lochte schießt zurück und flüchtet. Er meldet sich telefonisch bei seiner Freundin, um ihr zu sagen, dass er niemandem etwas tun wollte. Er wolle nur zu ihr, doch davon rät sie ihm angesichts der Polizeiüberwachung ab. Daraufhin bedroht er den Psychologen Dr. Mangold, den er dafür verantwortlich macht, dass sein Antrag zur vorzeitigen Freilassung nicht genehmigt wurde. Da Mangold zu seiner Sicherheit von Zivilbeamten observiert wird, bemerken diese, dass im Haus etwas nicht stimmt. Als sie eingreifen und dabei Lochte anschießen, erschießt Lochte einen der Beamten und flieht. Danach kann er unbemerkt zu Verena Radek gelangen, für die er all die Strapazen auf sich genommen hat.
Bei der Polizei geht ein Anruf ein, wonach Lochte in der Stadt gesehen worden ist. Ballauf und Schenk begeben sich auf die Jagd nach dem Mann und können ihn stellen. Die Feststellung der Personalien ergibt, dass es sich um einen Hans-Peter Nesch handelt, der Lochte tatsächlich zum Verwechseln ähnlich sieht. Schenk geht davon aus, dass Nesch auch für den Raubüberfall verantwortlich ist, für den Lochte eingesessen hat. Und er gibt sich die Schuld für den Tod von drei Menschen, denn wenn er Lochte nicht verhaftet hätte, würden sie seiner Meinung nach noch leben. Als Schenk abends in sein Auto einsteigen will, erwartet ihn dort der Flüchtige und bringt ihn in seine Gewalt. Er will ihn dafür bezahlen lassen, dass er sechs Jahre unschuldig im Gefängnis gesessen hat und kettet ihn auf den Bahngleisen fest. Zwar handelt es sich dabei um ein totes Gleis, doch steht Schenk nach der Schreckensnacht unter Schock. 
Im Gegenzug setzt Schenk auf eine List. Er lässt über die Presse verlauten, dass Lochte bei einem Unfall ums Leben gekommen sei. Seine Freundin identifiziert sogar einen Toten, den man ihr präsentiert, als ihren Freund, da sie hofft, dass man nun nicht mehr nach Lochte suchen werde. Der Plan geht auf und sie trifft sich mit ihm in einem Hotel, während die Polizei sie beschattet. Lochte bemerkt zwar die Falle und vermutet, dass seine Freundin ihn reingelegt hat, doch lässt er sich am Ende von seiner Tochter zur Aufgabe bewegen.

## Hintergrund
Das Phantom wurde von Colonia Media im Auftrag des WDR  produziert. Die Dreharbeiten erfolgten in Köln und Umgebung.

## Rezeption

### Einschaltquoten
Bei seiner Erstausstrahlung am 9. Juni 2003 wurde die Folge Das Phantom in Deutschland von 7,10 Millionen Zuschauer gesehen, was einem Marktanteil von 26,10 Prozent entsprach.

### Kritiken
Tilmann P. Gangloff schreibt für tittelbach.tv und urteilt: „‚Das Phantom‘, ein starkes Stück, zwischen Action und Psychothrill – nicht zuletzt, weil Norbert Ehry ein kluges & spannendes Drehbuch für Behrendt/Bär beisteuerte. Überzeugend auch: Roman Knižka als unschuldig Schuldiger.“
Die Kritiker der Fernsehzeitschrift TV Spielfilm urteilen: „Ballauf/Bär haben’s drauf, das Buch nicht“.

### Trivia
Mit dem '68er Ford Mustang Fastback (K-FS 68), den Freddy Schenk in dieser Folge fährt, hat er seinen bislang kultigsten Dienstwagen. Ein ähnliches Exemplar fuhr auch Steve McQueen in "Bullitt".
Katharina Müller-Elmau fährt einen VW Golf, der mit K-IR 738 dasselbe Kennzeichen trägt wie Freddy Schenks Dienstwagen im ersten Ballauf-Schenk-Fall Willkommen in Köln.